# Drogas legais sintéticas
As drogas legais sintéticas, também conhecidas como legal highs, são substâncias desenvolvidas em laboratório que simulam os efeitos estupefacientes das drogas ilegais, tais como maconha, ecstasy, LSD ou cocaína, mas que não utilizam ingredientes ou princípios psicoativos proibidos por lei. Em diversos países da Europa, especialmente na Grã-Bretanha, drogas pertencentes a esta nova categoria são vendidas legalmente em comércios de rua, em festivais de música, ou pela Internet em lojas virtuais, através de cartão de crédito.

## História
As drogas legais sintéticas surgiram na Europa a partir de meados dos anos 90 na forma de drogas herbáceas (herbal highs) vendidas em pílulas à base de efedrina (princípio ativo extraído da planta asiática ma huang), que prometiam efeito similar ao do ecstasy ou LSD. Em 1997, a empresa britânica Herbal High Company lançou uma nova geração de produtos mais fortes com efedrina: Bliss Extra (que simulava o ecstasy), Road Runner (cocaína) e Space Kadet (LSD). No ano 2000, com a proibição da efedrina, veio uma nova geração bem mais potente de drogas legais, à base da substância BZP (1-benzil-piperazina), desenvolvidas na Nova Zelândia pela empresa Stargate International, e que deram origem ao termo legal highs. Segundo o dono da empresa, Matt Bowden, sua indústria passou a trabalhar junto ao governo neozelandês numa política de redução de danos que visava diminuir os riscos do usuário, regulando tais drogas em vez de proibi-las. Em 2008, no entanto, o novo governo da Nova Zelândia resolveu proibir o BZP, que continua sendo a base das legal highs mais populares e ainda é legal em alguns países da Europa.
No Reino Unido, o mercado se expandiu a partir de fins dos anos 90 com uma brecha legal que permitia a venda de cogumelos mágicos, desde que vendidos frescos e sem preparo. Em 2004, houve uma explosão de vendas com mais de 400 varejistas no negócio, e em 2005 o governo decidiu proibir o produto. Como resultado da proibição, os comerciantes lançaram uma variedade imensa de alternativas, incluindo outros cogumelos, salvia e um grande número de ervas psicoativas que mimetizam os efeitos de cada droga ilegal existente.

## Mapeamento do mercado
Em 2008, um estudo foi realizado pelo OEDT junto a 68 lojas virtuais que vendem drogas legais sintéticas, em sua maioria sediadas no Reino Unido e na Holanda. O estudo revelou que mais de 200 produtos psicoativos são comercializados atualmente na Europa, sendo que as legal highs mais comuns são a Salvia divinorum, a trepadeira elefante (Argyreia nervosa), a kratom (Mitragyna speciosa), os cogumelos alucinogênicos e uma variedade de “pastilhas de festas” (party pills). A Salvia divinorum, a trepadeira elefante e a chamada campainha (morning glory ou Ipomoea violacea) são oferecidas como substitutas do LSD; a kratom, dos opiáceos; várias preparações como alternativas à maconha; e as “past ilhas de festa” como substitutas do ecstasy (MDMA), sendo que estas últimas podem conter matérias vegetais, substâncias sintéticas ou semi-sintéticas. Embora o principal ingrediente das “pastilhas de festa” seja o BZP (benzil-piperazina), as lojas virtuais parecem já estar prontas para substituí-lo por outras substâncias assim que ele for submetido a medidas de controle pelas autoridades da União Europeia. 
Na Grã-Bretanha, centenas de lojas de rua vendem as legal highs nas principais cidades, alimentando uma lucrativa indústria de drogas alteradoras da consciência. Entre os consumidores, há hippies, baladeiros, estudantes, donas de casa e até marombeiros à procura de moderadores de apetite.  O faturamento anual do mercado britânico de drogas legais sintéticas é estimado em 10 milhões de libras. Na maior loja virtual britânica, com faturamento de 2 milhões de libras por ano, 5000 produtos são oferecidos, incluindo drogas estimulantes, visionárias, relaxantes e afrodisíacas. Consumidores podem ranquear os produtos com estrelas e relatar efeitos colaterais, e os produtos com ranking baixo são retirados de venda. 

## Reação dos governos
Em 2007, o Observatório Europeu da Droga e da Toxicodependência (OEDT ou  EMCDDA, na sigla em inglês) criou um sistema de alerta rápido para a detecção de novas substâncias psicoativas lançadas no mercado, com o objetivo de catalogar tais substâncias, investigar seus métodos de produção, riscos para a saúde, e traçar um perfil dos usuários. 
Algumas substâncias são proibidas em alguns países da Europa e permitidas em outros (veja os textos legais aqui). O BZP foi incluído na lista das substâncias controladas de 4 países (Itália, Estônia, Lituânia e Malta). Entre as plantas com ingredientes psicoativos, o khat (Catha edulis) está na lista proibida de 11 países europeus, entre eles a Bélgica (por outro lado, no Reino Unido uma avaliação de riscos de 2005 não recomendou o seu controle). A Salvia divinorum foi proibida na Bélgica, Suécia, Brasil e Alemanha.  Cogumelos frescos contendo psilocina (substância alucinogênica) foram proibidos na Irlanda.
A partir do verão de 2009 (julho), o governo britânico estuda proibir uma variedade de drogas herbáceas (herbal highs), devido aos riscos de efeitos adversos e overdose, além do BZP. Entretanto, com centenas de variações químicas possíveis, é possível aos fabricantes substituir as substâncias proibidas e lançar rapidamente novos produtos no mercado, a fim de permanecer dentro da lei.

## Efeitos estupefacientes
Segundo jornalistas do jornal britânico “The Independent”, que experimentaram algumas legal highs para fazer uma reportagem, as pastilhas de festa que simulam os efeitos do ecstasy liberam a serotonina, um neurotransmissor, estimulam sensações de intimidade e êxtase, e reduzem as inibições. A pastilha Blessed, além de uma visão turva e confusa, traria uma sensação de felicidade e forte afeição pelos em sua companhia, com uma duração de 3 horas e meia. Já as pílulas Happy Cap teriam efeito mais suave, com duração de 2 horas e meia, mas com uma forte perda de memória de curto prazo.
A repórter Gaia Vince, da revista New Scientist, relatou ter fumado legalmente uma dose da erva alucinógena Salvia divinorum, que a teria levado a uma “viagem de expansão de consciência” de cinco minutos, onde “objetos e pessoas pareciam de desenho animado, surreais e maravilhosos”. No entanto, ela também relatou que sua boca ficou sem coordenação motora, que teve dificuldades para se manter em pé por alguns minutos após o fim da “viagem”, e que pingava de suor.. 